# Ері (Пенсільванія)
Ері (англ. Erie) — місто (англ. city) в США, в окрузі Ері штату Пенсільванія. Населення — 94 831 особа (2020).

## Географія
Ері розташоване за координатами 42°7′0″ пн. ш. 80°4′25″ зх. д. / 42.11667° пн. ш. 80.07361° зх. д. (42.116594, -80.073503). За даними Бюро перепису населення США в 2010 році місто мало площу 49,93 км², з яких 49,42 км² — суходіл та 0,51 км² — водойми.

## Демографія
Згідно з переписом 2010 року, у місті мешкало 101 786 осіб у 40 913 домогосподарствах у складі 22 915 родин. Густота населення становила 2038 осіб/км². Було 44790 помешкань (897/км²).
Расовий склад населення:
| - 75,0 % — білих - 16,8 % — чорних або афроамериканців - 1,5 % — азіатів - 0,3 % — корінних американців - 0,1 % — вихідців з тихоокеанських островів - 2,5 % — осіб інших рас |

До двох чи більше рас належало 3,9 %. Частка іспаномовних становила 6,9 % від усіх жителів.
За віковим діапазоном населення розподілялося таким чином: 23,9 % — особи молодші 18 років, 63,2 % — особи у віці 18—64 років, 12,9 % — особи у віці 65 років та старші. Медіана віку мешканця становила 33,2 року. На 100 осіб жіночої статі у місті припадало 93,3 чоловіків; на 100 жінок у віці від 18 років та старших — 89,4 чоловіків також старших 18 років.
Середній дохід на одне домашнє господарство становив 45 144 долари США (медіана — 34 253), а середній дохід на одну сім'ю — 54 042 долари (медіана — 42 488). Медіана доходів становила 37 032 долари для чоловіків та 31 978 доларів для жінок. За межею бідності перебувало 26,6 % осіб, у тому числі 39,3 % дітей у віці до 18 років та 13,2 % осіб у віці 65 років та старших.
Цивільне працевлаштоване населення становило 43 644 особи. Основні галузі зайнятості: освіта, охорона здоров'я та соціальна допомога — 28,2 %, виробництво — 14,9 %, мистецтво, розваги та відпочинок — 13,3 %, роздрібна торгівля — 12,1 %.

## Уродженці
- Ребекка Барду (* 1963) — американська порноакторка.
- Джон Річітіелло ([rɪkɪˈtɛloʊ]) — американський бізнесмен, головний виконавчий директор (CEO) Unity Technologies.